# Huhtijärvi
Huhtijärvi är en sjö i kommunen Leppävirta i landskapet Norra Savolax i Finland. Sjön ligger 96,2 meter över havet. Den är 12 meter djup. Arean är 79 hektar och strandlinjen är 7,57 kilometer lång. Sjön  ingår i Vuoksens huvudavrinningsområde.   Den ligger omkring 35 kilometer söder om Kuopio och omkring 300 kilometer nordöst om Helsingfors. 